# Вестмінстерські провізії
Вестмінстерські провізії (англ. Provisions of Westminster) — постанови, прийняті в жовтні 1259 року.

## Історія
Згідно з Оксфордськими провізями влада короля обмежувалася на користь крупних феодалів. Лицарство обурювало те, що олігархія опікується тільки своїми інтересами. У Вестмінстерських провізіях передбачались заходи з запобігання зловживань владою і чиновництвом та захисту лицарів від свавілля феодалів та феодальних судів. Барони відмовились виконувати вимоги лицарів. Тоді король Генріх III використав протиріччя між ними й домігся від папи Римського грамоти, яка звільняла його від будь-яких зобов'язань перед незадоволеними.